# Steven Pressfield
Steven Pressfield (Port of Spain, settembre 1943) è uno scrittore e sceneggiatore statunitense, che vive a Malibù in California, negli Stati Uniti d'America.
Ha prestato servizio nel Corpo dei Marines statunitense, e successivamente si è laureato all'Università Duke.

## Carriera
Ha scritto diversi romanzi storici tutti ambientati nella Grecia classica. Per migliorare la lettura e far immergere i lettori nei tempi antichi, scrive i suoi romanzi dal punto di vista dei personaggi coinvolti. Il suo romanzo Le porte di fuoco (Gates of Fire) viene usato come testo all'United States Military Academy e alla Virginia Military Institute, e secondo il Los Angeles Times ha raggiunto lo status di culto tra i marines.
Fa eccezione il romanzo La leggenda di Bagger Vance, ambientato nel mondo del gioco del golf e dal quale è stato ricavato l'omonimo film diretto da Robert Redford per la 20th Century Fox.

## Opere

### Romanzi
- The Legend of Bagger Vance (1995)
- Le porte di fuoco (Gates of Fire, 1998), Rizzoli, 1999
- I venti dell'Egeo (Tides of War, 2000), Rizzoli, 2001
- L'ultima amazzone (Last of the Amazons, 2002), Rizzoli, 2002
- Io Alessandro (The Virtues of War, 2004), Rizzoli, 2006
- Il soldato di Alessandro (The Afghan Campaign, 2006), Rizzoli, 2007
- Uccidere Rommell (Killing Rommell, 2008), Rizzoli, 2008
- The Profession (2011)
- 36 Righteous Men (2020)
- A Man at Arms (2021)

### Filmografia
- King Kong 2 (1986) - sceneggiatura, soggetto
- Nico (1988) - sceneggiatura
- Freejack - In fuga dal futuro (1991) - sceneggiatura
- Caccia mortale (1993) - sceneggiatura, soggetto
- Vite separate (1995) - sceneggiatura, soggetto
- La leggenda di Bagger Vance (2000) - soggetto